# Serie animate televisive del 2007
Questa è la lista delle serie animate televisive trasmesse sulle reti televisive di tutto il mondo nel o dal 2007. Questa lista include anche le serie di cortometraggi come The Bugs Bunny Show.
| Titolo                                           | Episodi | Paese di origine                                                                           | Anno          | Canale 1ª app.   | Note              |
| ------------------------------------------------ | ------- | ------------------------------------------------------------------------------------------ | ------------- | ---------------- | ----------------- |
| Animalia                                         | 40      | Australia (bandiera) · Canada (bandiera) · Stati Uniti (bandiera) · Regno Unito (bandiera) | 2007–2008     |                  |                   |
| Le principesse del mare                          | 104     | Australia (bandiera) · Brasile (bandiera)                                                  | 2007–2012     |                  |                   |
| George della giungla                             | 26      | Canada (bandiera) · Stati Uniti (bandiera)                                                 | 2007–2008     | Cartoon Network  |                   |
| Storm Hawks                                      | 52      | Canada (bandiera) · Stati Uniti (bandiera)                                                 | 2007–2009     | Cartoon Network  | Inedito in Italia |
| Wayside                                          | 26      | Canada (bandiera) · Stati Uniti (bandiera)                                                 | 2007–2008     | Nickelodeon      |                   |
| Il gatto di Frankenstein                         | 22      | Francia (bandiera) · Regno Unito (bandiera)                                                | 2007–in corso |                  |                   |
| Bunnytown - La città dei coniglietti             | 26      | Canada (bandiera)                                                                          | 2007-2008     |                  |                   |
| Evviva Sandrino!                                 | 52      | Canada (bandiera)                                                                          | 2007-2010     | CBS              |                   |
| Iggy Piggy Ranger                                | 26      | Canada (bandiera)                                                                          | 2007          | Teletoon         |                   |
| A tutto reality                                  | 119     | Canada (bandiera)                                                                          | 2007-in corso | Teletoon         |                   |
| I Netturbani                                     | 26      | Canada (bandiera)                                                                          | 2007-2008     |                  |                   |
| The Legend of Swordsman                          | 100     | Cina (bandiera)                                                                            | 2007–in corso |                  | Pubblicato su DVD |
| Acqua in bocca                                   | 52      | Italia (bandiera)                                                                          | 2007          |                  |                   |
| Blu Baloon                                       | 27      | Italia (bandiera)                                                                          | 2007          |                  |                   |
| Atout 5                                          | 100     | Francia (bandiera)                                                                         | 2007          |                  |                   |
| Tenida                                           | 52      | India (bandiera)                                                                           | 2007-2008     | Zee Bangla       | Inedito in Italia |
| Cajou                                            | 52      | Francia (bandiera)                                                                         | 2007          |                  |                   |
| Inami                                            | 26      | Francia (bandiera)                                                                         | 2007          |                  |                   |
| Boom & Reds                                      | 104     | Spagna (bandiera)                                                                          | 2007          |                  |                   |
| Afro Samurai                                     | 5       | Giappone (bandiera)                                                                        | 2007          |                  | Inedito in Italia |
| Baccano!                                         | 13      | Giappone (bandiera)                                                                        | 2007          |                  | Inedito in Italia |
| Bakugan - Battle Brawlers                        | 52      | Giappone (bandiera)                                                                        | 2007-2008     |                  |                   |
| Bamboo Blade                                     | 26      | Giappone (bandiera)                                                                        | 2007–2008     |                  | Inedito in Italia |
| Ikki Tōsen - Dragon Destiny                      | 12      | Giappone (bandiera)                                                                        | 2007          |                  | Inedito in Italia |
| Blue Dragon                                      | 102     | Giappone (bandiera)                                                                        | 2007-2009     |                  |                   |
| Blue Drop                                        | 13      | Giappone (bandiera)                                                                        | 2007          |                  | Inedito in Italia |
| Il nostro gioco                                  | 24      | Giappone (bandiera)                                                                        | 2007          |                  | Inedito in Italia |
| Buzzer Beater 2                                  | 13      | Giappone (bandiera)                                                                        | 2007          |                  |                   |
| Clannad                                          | 23      | Giappone (bandiera)                                                                        | 2007–2008     |                  | Inedito in Italia |
| Claymore                                         | 26      | Giappone (bandiera)                                                                        | 2007          |                  |                   |
| Da Capo II                                       | 13      | Giappone (bandiera)                                                                        | 2007          |                  | Inedito in Italia |
| Darker than Black                                | 25      | Giappone (bandiera)                                                                        | 2007          |                  | Inedito in Italia |
| Deltora Quest                                    | 65      | Giappone (bandiera)                                                                        | 2007–2008     |                  |                   |
| Dennō Coil                                       | 26      | Giappone (bandiera)                                                                        | 2007          |                  |                   |
| Devil May Cry                                    | 12      | Giappone (bandiera)                                                                        | 2007          |                  |                   |
| Dōjin Work                                       | 12      | Giappone (bandiera)                                                                        | 2007          |                  | Inedito in Italia |
| Dragonaut: The Resonance                         | 25      | Giappone (bandiera)                                                                        | 2007–2008     |                  | Inedito in Italia |
| ef - a tale of memories                          | 12      | Giappone (bandiera)                                                                        | 2007          |                  | Inedito in Italia |
| El cazador                                       | 26      | Giappone (bandiera)                                                                        | 2007          |                  | Inedito in Italia |
| Genshiken 2                                      | 12      | Giappone (bandiera)                                                                        | 2007          |                  | Inedito in Italia |
| Goshūshō-sama Ninomiya-kun                       | 12      | Giappone (bandiera)                                                                        | 2007          |                  | Inedito in Italia |
| Seirei no moribito                               | 26      | Giappone (bandiera)                                                                        | 2007          |                  | Inedito in Italia |
| Sfondamento dei cieli Gurren Lagann              | 27      | Giappone (bandiera)                                                                        | 2007          |                  |                   |
| Hayate no gotoku!                                | 52      | Giappone (bandiera)                                                                        | 2007-2008     |                  | Inedito in Italia |
| Hero Tales - Le cronache di Hagun                | 26      | Giappone (bandiera)                                                                        | 2007-2008     |                  | Inedito in Italia |
| Heroic Age                                       | 26      | Giappone (bandiera)                                                                        | 2007          |                  |                   |
| Hidamari sketch                                  | 14      | Giappone (bandiera)                                                                        | 2007          |                  | Inedito in Italia |
| Hitohira                                         | 12      | Giappone (bandiera)                                                                        | 2007          |                  | Inedito in Italia |
| Idolmaster: XENOGLOSSIA                          | 26      | Giappone (bandiera)                                                                        | 2007          |                  | Inedito in Italia |
| Jūsō Kikō Dancouga Nova                          | 12      | Giappone (bandiera)                                                                        | 2007          |                  | Inedito in Italia |
| Kaiji                                            | 26      | Giappone (bandiera)                                                                        | 2007-2008     |                  | Inedito in Italia |
| Karin piccola dea                                | 26      | Giappone (bandiera)                                                                        | 2007          |                  |                   |
| Kaze no stigma                                   | 24      | Giappone (bandiera)                                                                        | 2007          |                  | Inedito in Italia |
| Kenkō zenrakei suieibu umishō                    | 13      | Giappone (bandiera)                                                                        | 2007          |                  | Inedito in Italia |
| KimiKiss                                         | 24      | Giappone (bandiera)                                                                        | 2007-2008     |                  | Inedito in Italia |
| Kodomo no jikan                                  | 12      | Giappone (bandiera)                                                                        | 2007          |                  | Inedito in Italia |
| Koi suru tenshi Angelique - Kagayaki no Ashita - | 12      | Giappone (bandiera)                                                                        | 2007          |                  | Inedito in Italia |
| Kōtetsu Sangokushi                               | 26      | Giappone (bandiera)                                                                        | 2007          |                  | Inedito in Italia |
| Kotetsushin Jeeg                                 | 13      | Giappone (bandiera)                                                                        | 2007          |                  | Inedito in Italia |
| Il cuore di Cosette                              | 52      | Giappone (bandiera)                                                                        | 2007          |                  |                   |
| Lovely Complex                                   | 24      | Giappone (bandiera)                                                                        | 2007          |                  |                   |
| Lucky Star                                       | 24      | Giappone (bandiera)                                                                        | 2007          |                  | Inedito in Italia |
| Mahō shōjo Lyrical Nanoha StrikerS               | 26      | Giappone (bandiera)                                                                        | 2007          |                  | Inedito in Italia |
| Nôgami Neuro investigatore demoniaco             | 25      | Giappone (bandiera)                                                                        | 2007-2008     |                  | Inedito in Italia |
| MapleStory                                       | 25      | Giappone (bandiera)                                                                        | 2007–2008     |                  | Inedito in Italia |
| Minami-ke                                        | 13      | Giappone (bandiera)                                                                        | 2007          |                  | Inedito in Italia |
| Mobile Suit Gundam 00                            | 25      | Giappone (bandiera)                                                                        | 2007–2008     |                  | Inedito in Italia |
| Mokke                                            | 24      | Giappone (bandiera)                                                                        | 2007-2008     |                  | Inedito in Italia |
| Moonlight Mile -Lift Off-                        | 12      | Giappone (bandiera)                                                                        | 2007          |                  | Inedito in Italia |
| Moonlight Mile -Touch Down-                      | 14      | Giappone (bandiera)                                                                        | 2007          |                  | Inedito in Italia |
| Moyashimon - I racconti dell'agricoltura         | 11      | Giappone (bandiera)                                                                        | 2007          |                  | Inedito in Italia |
| Myself ; Yourself                                | 13      | Giappone (bandiera)                                                                        | 2007          |                  | Inedito in Italia |
| Nanatsuiro Drops                                 | 12      | Giappone (bandiera)                                                                        | 2007          |                  | Inedito in Italia |
| Naruto: Shippuden                                | 500     | Giappone (bandiera)                                                                        | 2007–2017     |                  |                   |
| Nodame Cantabile                                 | 23      | Giappone (bandiera)                                                                        | 2007          |                  | Inedito in Italia |
| Ōedo Rocket                                      | 26      | Giappone (bandiera)                                                                        | 2007          |                  | Inedito in Italia |
| My Melody - Sogni di magia                       | 52      | Giappone (bandiera)                                                                        | 2007-2008     |                  |                   |
| Over Drive                                       | 26      | Giappone (bandiera)                                                                        | 2007          |                  | Inedito in Italia |
| Potemayo                                         | 12      | Giappone (bandiera)                                                                        | 2007          |                  | Inedito in Italia |
| Princess Resurrection                            | 25      | Giappone (bandiera)                                                                        | 2007          |                  | Inedito in Italia |
| Pururun! Shizuku-chan aha!                       | 51      | Giappone (bandiera)                                                                        | 2007-2008     |                  | Inedito in Italia |
| Reideen                                          | 26      | Giappone (bandiera)                                                                        | 2007          |                  | Inedito in Italia |
| Rental Magica                                    | 24      | Giappone (bandiera)                                                                        | 2007-2008     |                  | Inedito in Italia |
| Rocket Girls                                     | 12      | Giappone (bandiera)                                                                        | 2007          |                  | Inedito in Italia |
| Romeo × Juliet                                   | 24      | Giappone (bandiera)                                                                        | 2007          |                  |                   |
| Saint Beast: Kōin jojishi tenshi tan             | 13      | Giappone (bandiera)                                                                        | 2007          |                  | Inedito in Italia |
| Saint October                                    | 26      | Giappone (bandiera)                                                                        | 2007          |                  | Inedito in Italia |
| Sayonara Zetsubō-sensei                          | 12      | Giappone (bandiera)                                                                        | 2007          |                  | Inedito in Italia |
| School Days                                      | 12      | Giappone (bandiera)                                                                        | 2007          |                  | Inedito in Italia |
| Shakugan no Shana II                             | 24      | Giappone (bandiera)                                                                        | 2007-2008     |                  | Inedito in Italia |
| Kyōshirō to towa no sora                         | 12      | Giappone (bandiera)                                                                        | 2007          |                  | Inedito in Italia |
| Shigurui - Le spade della vendetta               | 12      | Giappone (bandiera)                                                                        | 2007          |                  | Inedito in Italia |
| Shuffle! Memories                                | 12      | Giappone (bandiera)                                                                        | 2007          |                  | Inedito in Italia |
| Shugo Chara! La magia del cuore                  | 51      | Giappone (bandiera)                                                                        | 2007-2008     |                  |                   |
| Sketchbook〜full color's〜                       | 13      | Giappone (bandiera)                                                                        | 2007          |                  | Inedito in Italia |
| Spider Riders 2                                  | 26      | Giappone (bandiera)                                                                        | 2007          |                  |                   |
| Sugarbunnies                                     | 26      | Giappone (bandiera)                                                                        | 2007          |                  |                   |
| Saiunkoku monogatari dai-2 series                | 39      | Giappone (bandiera)                                                                        | 2007-2008     |                  | Inedito in Italia |
| Terra e...                                       | 24      | Giappone (bandiera)                                                                        | 2007          |                  | Inedito in Italia |
| Venus Versus Virus                               | 12      | Giappone (bandiera)                                                                        | 2007          |                  | Inedito in Italia |
| Wangan Midnight                                  | 26      | Giappone (bandiera)                                                                        | 2007-2008     |                  | Inedito in Italia |
| Yes! Pretty Cure 5                               | 49      | Giappone (bandiera)                                                                        | 2007-2008     |                  |                   |
| Sei in arresto: Full Throttle                    | 24      | Giappone (bandiera)                                                                        | 2007-2008     |                  | Inedito in Italia |
| ZOMBIE-LOAN                                      | 11      | Giappone (bandiera)                                                                        | 2007          |                  | Inedito in Italia |
| Shaun, vita da pecora                            | 40      | Regno Unito (bandiera)                                                                     | 2007–2016     | CBBC             |                   |
| In pista con Roary                               | 55      | Regno Unito (bandiera)                                                                     | 2007–2010     |                  |                   |
| Barnyard - Ritorno al cortile                    | 52      | Stati Uniti (bandiera)                                                                     | 2007–2011     | Nickelodeon      |                   |
| Chowder - Scuola di cucina                       | 49      | Stati Uniti (bandiera)                                                                     | 2007–2010     | Cartoon Network  |                   |
| Code Monkeys                                     | 26      | Stati Uniti (bandiera)                                                                     | 2007          |                  |                   |
| Dino Squad                                       | 26      | Stati Uniti (bandiera)                                                                     | 2007–2008     | CBS              |                   |
| El Tigre                                         | 26      | Stati Uniti (bandiera)                                                                     | 2007–2008     | Nickelodeon      |                   |
| Phineas e Ferb                                   | 222     | Stati Uniti (bandiera)                                                                     | 2007–2015     | Disney Channel   |                   |
| Alla ricerca della Valle Incantata               | 26      | Stati Uniti (bandiera)                                                                     | 2007–2016     | Cartoon Network  |                   |
| I miei amici Tigro e Pooh                        | 66      | Stati Uniti (bandiera)                                                                     | 2007–2010     | Playhouse Disney |                   |
| Jimmy fuori di testa                             | 20      | Stati Uniti (bandiera)                                                                     | 2007–2008     | Cartoon Network  |                   |
| Transformers Animated                            | 42      | Stati Uniti (bandiera)                                                                     | 2007–2009     | Cartoon Network  |                   |
| Word Girl                                        | 80      | Stati Uniti (bandiera)                                                                     | 2007–2010     | PBS Kids GO!     | Inedito in Italia |